# Kalmárok
A kalmárok (Teuthida) a fejlábúak (Cephalopoda) közé tartoznak. Félelmetes ragadozók.
Őseik, az őskalmárok még páncélos állatok voltak. Átlag testméretük 40 és 100 centiméter között volt. Legnagyobb ellenségeik a Plesiosaurusok és az őscápák voltak. Sok kalmár veszélyeztetett, mivel tömegével halásszák a Mexikó és az USA partjainál. Húsuk ízletes és fehérjedús.

## Elterjedésük
Legtöbb fajuk az Atlanti-óceánban, 120 és 3200 méter között él.

## Megjelenésük, felépítésük
Akadnak köztük óriásiak és egészen aprók is. Két legnagyobb fajuk, a gigászkalmár (Mesonychoteuthis hamiltoni) 9–10, az óriáskalmár (Architeuthis dux) 12–13 méter hosszúra is megnőhet, a legkisebb pedig alig éri el a 2 centimétert. Nyolc egyforma hosszú karjuk mellett — mint a többi tízkarú polipnak — két hosszabb, visszahúzható végtagjuk is van. Fejükhöz képest nagy a szemük, amivel kitűnően látnak.

## Életmódjuk
Fő táplálékaik a kisebb halak, csigák és kagylók. Sok fajuk csoportosan vándorol, de vannak magányosak is. A legjobban ismert kalmárfajok közül a legelterjedtebb a közönséges kalmár, a legritkább az atlanti hosszúszárnyú kalmár.
A mai kalmárok természetes ellenségei a barrakudák és a cápák. Legfőbb ellenségük mégis az ember. Az immunrendszerük nagyon erős. Vadászat során nem csak a fényük, hanem a gyorsaságuk is hasznukra válik. A kalmárok is tintafelhőt bocsátanak ki, ha megtámadják őket, majd gyorsan elúsznak. A kalmárokat régen „kalamájóknak” nevezték.

### Mozgásuk
Normálisan úszóik és karjaik nyugodt, hullámzó mozgásával hajtják magukat előre, vagy akár hátra is. Sebességüket a többi fejlábúhoz hasonlóan a rakétaelvet használva fokozhatják. Amikor vadásznak, vagy menekülnek és gyorsan kell mozogniuk, lökhajtással tolják magukat előre. Ehhez vízzel töltik fel testük e célra szolgáló ún. köpenyüregét, és módosult haslábuk nyomásával fecskendezik ki onnan egy tölcséren. Emelkedéshez vagy süllyedéshez rendszerint rézsútos tartást vesznek fel úgy, hogy testük hátulsó része kerül fölülre; alábukás közben mindig a fej irányába mozognak. A test hossztengelye nyugodt úszás avagy lebegés közben vízszintes. Ellenségeik elől a tölcsérből kilökött vízoszlop tolóerejével menekülnek, méghozzá hátrafelé, úszóikat a hasukhoz szorítva. Ezek a kilövellések olyan erősek, hogy az állatot kirepíthetik a vízből, és az akár egy hajó fedélzetére is fellendülhet. Meneküléskor a tölcséren kilövellt vízbe festékanyagot is engednek, hogy az üldöző látását megzavarják.

### Szaporodásuk
Az anyakalmárok mindig a mély vizekben hozzák világra utódaikat. Az utódok burokban jönnek a világra, és az az ellés után leválik. Egy-egy nőstény akár 2 000 000 utódot is a világra hozhat egyszerre. A kicsik már maguktól táplálkoznak.

## Rendszertani besorolásuk
A rendet két alrendre bontják 29 családdal; egy család bizonytalan helyzetű.

### Myopsina
A Myopsina alrendbe 2 család tartozik:
- Loliginidae
- Australiteuthidae

### Oegopsina
Az Oegopsina alrendbe 27 család tartozik:
- Ancistrocheiridae
- Architeuthidae
- Bathyteuthidae
- Batoteuthidae
- Brachioteuthidae
- Chiroteuthidae
- Chtenopterygidae
- Cranchiidae
- Cycloteuthidae
- Enoploteuthidae
- Gonatidae
- Histioteuthidae
- Joubiniteuthidae
- Lepidoteuthidae
- Lycoteuthidae
- Magnapinnidae
- Mastigoteuthidae
- Neoteuthidae
- Octopoteuthidae
- Ommastrephidae
- Onychoteuthidae
- Pholidoteuthidae
- Promachoteuthidae
- Psychroteuthidae
- Pyroteuthidae
- Thysanoteuthidae
- Walvisteuthidae

### Bizonytalan helyzetű
- Parateuthis tunicata

## Mondaviláguk
A kalmárokról sok monda, legenda szól. A legendás tengeri szörny, a kraken nagy hajókat is lehúzhat a mélybe. Ma már tudjuk, hogy erre még az óriáskalmár sem lenne képes.